# Prácticas de los testigos de Jehová
Las prácticas de los testigos de Jehová se basan en las interpretaciones bíblicas de Charles Taze Russell (1852–1916), fundador ( c. 1881) del movimiento de Estudiantes de la Biblia, y de los sucesivos presidentes de la Sociedad Watch Tower, Joseph Franklin Rutherford (desde 1917 hasta 1942) y Nathan Homer Knorr (de 1942 a 1977). Desde 1976, las prácticas también se han basado en decisiones tomadas en reuniones privadas del Consejo de Administración del grupo. El grupo difunde instrucciones sobre actividades y comportamiento aceptable a través de la revista La Atalaya y otras publicaciones oficiales, y en convenciones y reuniones de congregación.
Los testigos de Jehová se esfuerzan por permanecer "separados del mundo", al que consideran un lugar de contaminación moral y bajo el control de Satanás . La congregación sugiere a sus asociados y bautizados evitar y abstenerse de participar en cualquier actividad política o militar y se les dice -con base en interpretaciones de la biblia y a teorías de la conspiración presentes en sus publicaciones-  que limiten cualquier contacto social con los que no son Testigos. La denominación requiere la adhesión a un estricto código moral, que prohíbe el sexo prematrimonial, la homosexualidad, la transición de género, el adulterio, el tabaquismo, la embriaguez, el abuso de drogas, y las transfusiones de sangre.
Un sistema de comités judiciales mantiene la disciplina dentro de las congregaciones, ejerciendo el poder de expulsar a los miembros que infrinjan las reglas de la denominación y exigir su rechazo por parte de otros Testigos. La amenaza de rechazo también sirve para disuadir a los miembros de un comportamiento disidente. Se espera que los miembros participen regularmente en la obra de evangelizar y que asistan a las reuniones y convenciones de la congregación que presentan material basado en las publicaciones de la Sociedad Watchtower.

## Culto
Las reuniones de adoración y estudio se llevan a cabo en los Salones del Reino y están abiertas al público. Los testigos se asignan a una congregación en cuyo territorio residen (en nomenclatura de ellos, "Circuito"). Se espera que asistan a las reuniones semanales programadas por la Sociedad Watchtower y los ancianos de la congregación. Las reuniones se dedican en gran medida al estudio de la Biblia y las doctrinas de los Testigos. Durante las reuniones y en otras circunstancias formales, los Testigos se refieren unos a otros como "hermano" y "hermana".
El sociólogo Andrew Holden afirma que las reuniones crean una atmósfera de uniformidad para los Testigos, intensifican su sentido de pertenencia a una comunidad religiosa y refuerzan la plausibilidad del sistema de creencias de la organización. Él dice que también son importantes para ayudar a los nuevos conversos a adoptar una forma de vida diferente. Según La Atalaya, una de las funciones de la frecuencia y la duración de las reuniones es proteger a los Testigos para que no se "involucren en los asuntos del mundo". Se les dice a los testigos que "nunca deben faltar a una reunión a menos que haya una razón grave".

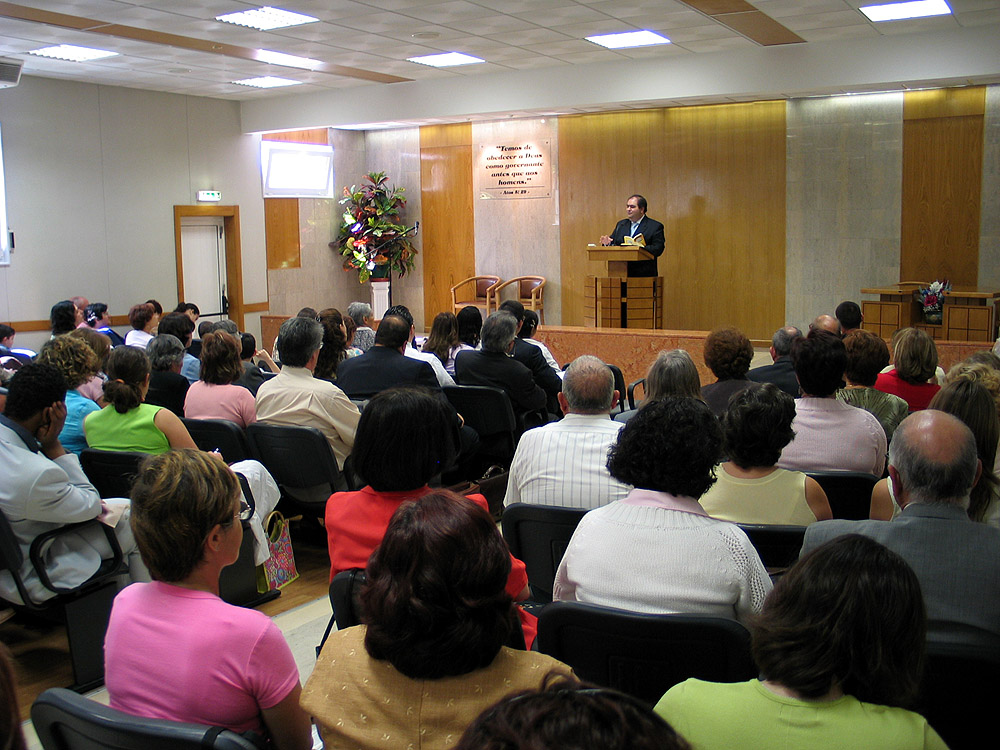
Adoración en un Salón del Reino en Portugal.

La forma y el contenido de las reuniones lo establece la sede central de la denominación en Nueva York, lo que generalmente involucra una consideración del mismo tema en todo el mundo cada semana. Dos reuniones cada semana se dividen en cinco secciones distintas, con una duración total de unas cuatro horas. Las reuniones se abren y cierran con himnos, a los que se refieren como cánticos del Reino, y breves oraciones pronunciadas desde la plataforma. Se insta a los testigos a que se preparen para todas las reuniones estudiando la literatura de la Sociedad Watch Tower de la cual se extrae el contenido y buscando las Escrituras citadas en los artículos.
Los Salones del Reino suelen tener un carácter funcional y no contienen símbolos religiosos. Cada año, los Testigos de varias congregaciones, que forman un "circuito", se reúnen en dos asambleas de un día. Varios circuitos se reúnen una vez al año para una "convención regional" de tres días. Cada pocos años, el Cuerpo Gobernante de los Testigos de Jehová celebra "convenciones internacionales" en ciudades seleccionadas de todo el mundo. Estas reuniones más grandes generalmente se llevan a cabo en estadios o auditorios alquilados. Su evento más importante y solemne es la celebración de la "Cena del Señor", o "Memoria de la Muerte de Cristo".
Durante la pandemia de COVID-19, sumado además a situaciones de conmoción interna en varios países donde opera como ocurrió en Perú en 2022, las convenciones y reuniones de los testigos de Jehová en muchas áreas se han llevado a cabo virtualmente, utilizando software de videoconferencia y presentaciones en video.

### Reunión de fin de semana

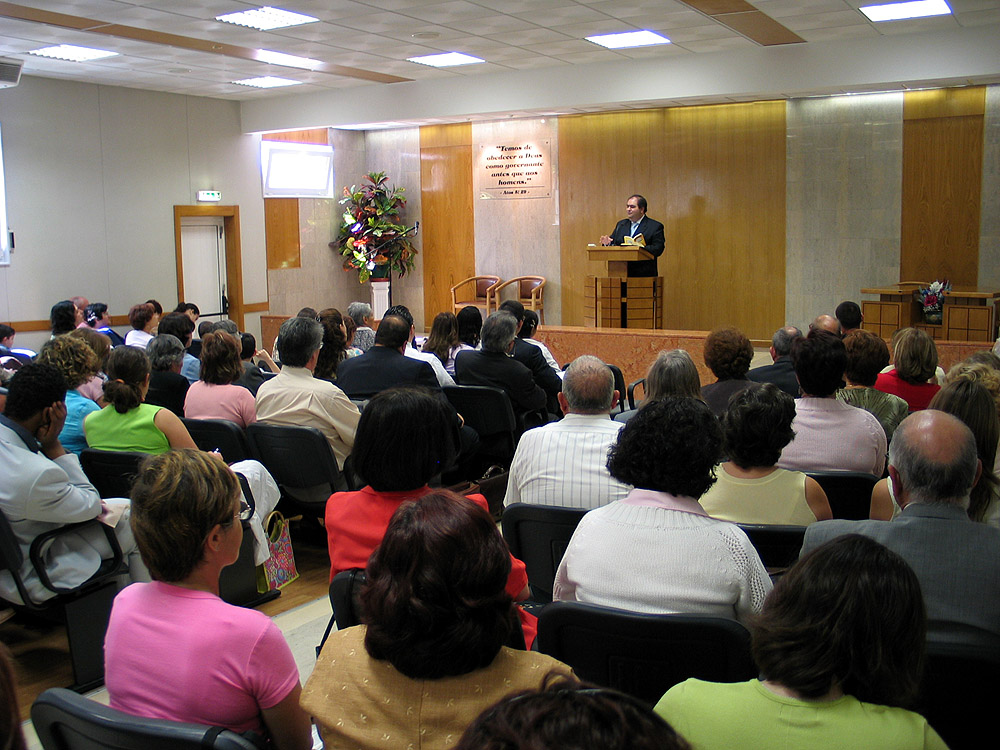
Adoración en un Salón del Reino en Portugal.

La reunión de fin de semana, que en muchos casos se lleva a cabo el domingo y en otros, el sábado, comprende un discurso público de 30 minutos a cargo de un anciano de congregación o un siervo ministerial y un estudio de preguntas y respuestas de una hora de un artículo basado en la edición de estudio de la revista La Atalaya, con preguntas preparadas por la publicación y las respuestas proporcionadas en la revista. Los miembros pueden usar sus propias palabras para expresar u parafrasear las ideas en el material impreso, aunque habitualmente se desaconsejan las ideas personales derivadas del estudio independiente.

### Reunión deentre semana
La reunión de mitad de semana, también conocido como reunión de entre semana, que generalmente se lleva a cabo en las horas de puesta de sol o en la noche (según el país y la situación del territorio o circuito donde opera), incluye una sesión de preguntas y respuestas basada en las publicaciones de la Sociedad Watch Tower, lectura de la Biblia, presentaciones de muestra -a modo de examen público- a cargo de los precursores en ejercicio sobre cómo usar la literatura de la Sociedad Watch Tower para estudios bíblicos y predicación pública., y un "Estudio bíblico de la congregación" basado en la lectura de un fragmento de la Biblia , y posteriormente, una sesión de preguntas y respuestas  de la lectura a partir del cuestionario de la lectura según pautas entregadas por el texto de estudio oficial.

### Noche de adoración en familia
Además de las dos reuniones semanales programadas, la Sociedad Watch Tower recomienda que los Testigos celebren una "noche de adoración familiar" semanal — usando el tiempo previamente asignado para una tercera reunión semanal — para el estudio familiar y personal. No se proporciona un formato específico para la noche de Adoración familiar, pero la Sociedad recomienda que los miembros consideren los textos bíblicos a analizar durante la semana y las publicaciones de la Sociedad Watch Tower durante este tiempo.

### Conmemoración de la muerte de Cristo (14 de Nisán)
Los testigos de Jehová conmemoran la muerte de Cristo como rescate o "sacrificio propiciatorio" observando la Cena del Señor o Conmemoración. Lo celebran una vez al año, recordando que fue instituido en la Pascua, fiesta anual. Lo observan el 14 de Nisán según el antiguo calendario lunisolar judío. A los testigos de Jehová se les enseña que esta es la única celebración que la Biblia ordena a los cristianos observar. En los días previos a la Conmemoración, se asigna la lectura de la Biblia de los capítulos sobre los días previos a la muerte de Jesús.
De los que asisten a la Conmemoración, una pequeña minoría en todo el mundo participa del pan sin levadura y del vino. Esto se debe a que los Testigos de Jehová creen que la mayoría de los fieles tienen una esperanza terrenal. Sólo aquellos que creen tener una esperanza celestial, el "remanente" (los que aún viven) de los 144.000 "ungidos", participan del pan y el vino. En 2022, asistieron más de 19,7 millones de personas y participaron más de 21.000 miembros.
Este acto realizado después de la puesta del sol, incluye una charla sobre el significado de la celebración y la circulación entre la audiencia de vino tinto sin adulterar y panes sin levadura. Los Testigos de Jehová creen que el pan simboliza el cuerpo de Jesucristo que él entregó en nombre de la humanidad, y que el vino simboliza su sangre que redime del pecado. No creen en la transubstanciación ni en la consubstanciación . Debido a que muchas congregaciones no tienen miembros que afirmen ser ungidos, es común que nadie participe del pan y el vino.

### Asambleas y convenciones
Cada año, los testigos de Jehová celebran dos "asambleas de circuito" de un día, que se celebran en cada circuito del mundo. Cada circuito comprende varias congregaciones en un área geográfica. Estos se llevan a cabo, según la situación del territorio, en Salones de Asambleas propiedad de los Testigos de Jehová, de forma híbrida, o en instalaciones alquiladas por la sucursal, como auditorios públicos. Una vez al año, los testigos de Jehová se reúnen en asambleas más grandes llamadas "Convenciones Regionales", que suelen durar tres días, de viernes a domingo. Estas asambleas consisten principalmente en discursos, dramatizaciones y videos basados en la Biblia, incluidas demostraciones y experiencias de su obra de predicación.
Las convenciones cuentan con un discurso de bautismo seguido del bautismo de los nuevos miembros. Cada pocos años, se llevan a cabo "Convenciones Internacionales" en ciudades seleccionadas, con delegados visitantes de otros países. La asistencia a algunas de estas convenciones internacionales ha superado los cien mil. La convención internacional de 1958 en Nueva York en el Yankee Stadium y el Polo Grounds tuvo una asistencia máxima que superó las 253.000 personas.

### Precursorado y evangelización
Los Testigos de Jehová creen que están obligados ante Dios a "dar testimonio" participando en la obra de evangelización y proselitismo organizada y espontánea. A los posibles miembros se les dice que tienen la obligación moral de servir como "precursores" mediante la participación "regular y celosa" en el trabajo de predicación organizado de los Testigos, diseminando las doctrinas de la Watch Tower como evangelistas de "la Verdad". Calificar como "precursor no bautizado" es un requisito para el bautismo, y el bautismo se considera una ordenación automática como ministro.
Bajo estos preceptos, las congregaciones describen la predicación presencial como un objetivo primario de la organización en obediencia al "mandato divino de predicar las buenas noticias del reino en la tierra y convertir a personas de todas las naciones". En muchas ocasiones, niños, niñas y adolescentes acompañan a sus padres y participan en labores de precursorado. En complemento a lo anterior, las congregaciones habitualmente sugieren a los precursores que puedan ejercer su labor de precursorado y evangelización de manera informal y en el contexto de actividades seglares.
Se les dice a los testigos que deben poner los intereses del " Reino de Dios " en primer lugar en sus vidas y que otras actividades seculares y recreativas deben permanecer secundarias a los asuntos espirituales. Con frecuencia se instruye a los testigos a través de las publicaciones de la Sociedad Watch Tower, y en las reuniones y convenciones, para que aumenten la calidad y la cantidad de sus esfuerzos de predicación. Las publicaciones de la Sociedad Watch Tower sugieren que la perseverancia en la predicación pública es un requisito para que los Testigos alcancen la salvación, y que la evangelización los libera de la culpa de sangre con respecto a las personas que podrían morir en Armagedón sin haber oído hablar del reino de Dios. 

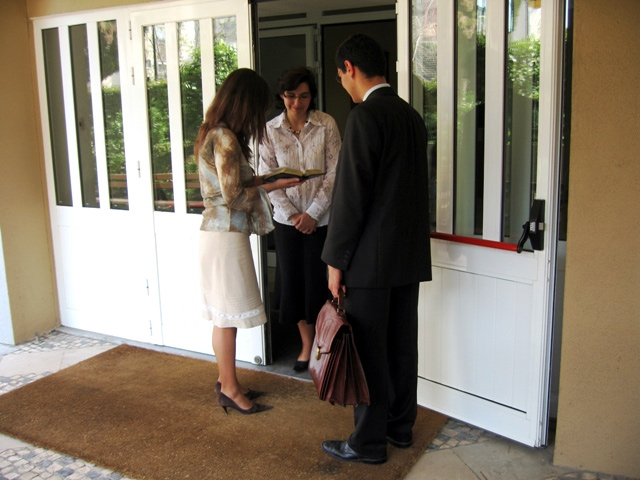
Precursores asociados a los Testigos de Jehová predicando en Lisboa, Portugal.

Hasta 2023, a los miembros que se comprometen a evangelizar durante 840 horas al año, un promedio de 70 horas al mes, se les llama precursores regulares . A los que se comprometen a evangelizar durante 50 horas durante un mes se les llama precursores auxiliares, lo que pueden hacer por meses consecutivos. A partir de abril de 2023, y según la disposición del Cuerpo Gobernante,  los precursores regulares deben cumplir 50 horas al mes, mientras que los precursores auxiliares tienen la posibilidad de acogerse a los regímenes de 15 y 30 horas al mes respectivamente, en atención a su situación particular y al territorio donde operan.  A partir de noviembre de 2023, y por disposición publicada el 7 de octubre de 2023, la obligatoriedad de informar a la congregación sobre las horas de predicación y el número de cursos bíblicos realizados sólo está restringida a los miembros en calidad de precursores regulares, precursores auxiliares, misioneros, ancianos y superintendentes de circuito.Algunos Testigos se ofrecen como voluntarios para el servicio misional y pueden ser invitados a recibir capacitación especializada en la Escuela Bíblica de Galaad de la Watchtower . Estas personas dedican, en promedio, más de 120 horas al mes a su trabajo. A los miembros que no pueden ser 'pioneros' se les dice que pueden mantener el "espíritu pionero", dedicando todo el tiempo que puedan a predicar y apoyando los esfuerzos de los pioneros.
Se preparan mapas de "territorios" especializados de áreas residenciales y comerciales dentro de los límites del territorio de cada congregación y se distribuyen a los publicadores responsables de predicar dentro de esa área. Se instruye a los testigos para que llenen boletines de informes mensuales sobre su actividad de predicación, enumerando las horas dedicadas, las publicaciones colocadas con los amos de casa y el número de "visitas de regreso" hechas a los hogares donde se había mostrado interés anteriormente. Los informes se utilizan para ayudar a medir la "espiritualidad" de las personas y para establecer la elegibilidad de loscandidatos a ancianos de congregación y siervos ministeriales. Un Testigo que no se presenta durante un mes se denomina "publicador irregular". Alguien que no ha entregado un informe de servicio del campo durante seis meses consecutivos se denomina "publicador inactivo".

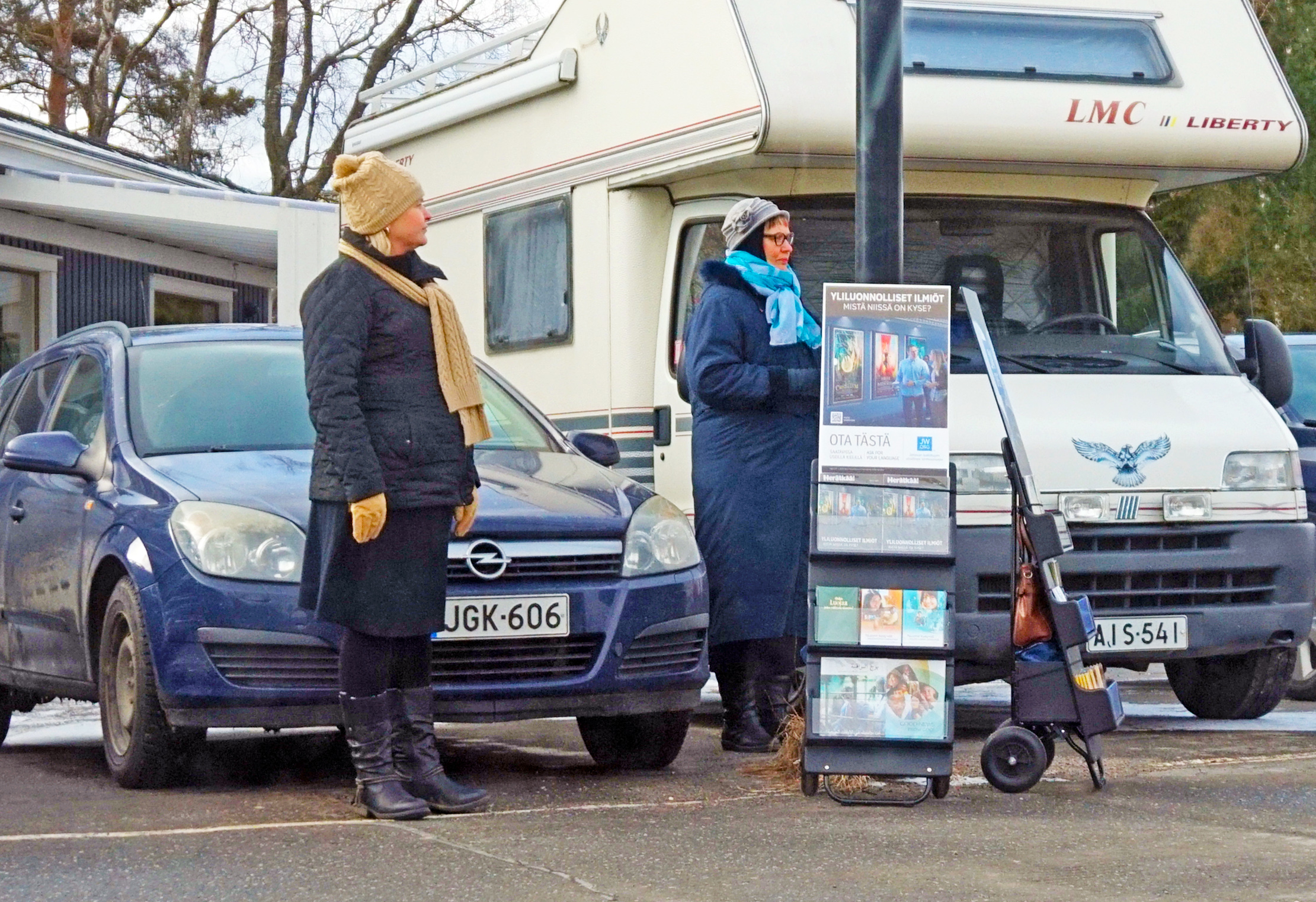
Precursores asociados a los Testigos de Jehová predicando en Tuuri, Finlandia.

Los Testigos, en el pasado, han utilizado una amplia variedad de métodos para difundir su fe, incluyendo marchas de información, donde los miembros usaron tableros tipo sándwich y repartieron folletos, autos con sonido ( fonógrafos montados en autos) y columnas de periódicos sindicados y segmentos de radio dedicados a los sermones. Entre 1924 y 1957, la organización operó una estación de radio, WBBR, desde Nueva York. Desde 2011, los Testigos se han dedicado a "testimoniar públicamente" en distritos metropolitanos y ferias utilizando mesas, carritos y exhibidores de publicaciones. La Sociedad Watch Tower opera un sitio web, JW.org, que brinda acceso a la literatura y transmisión de videos de la Sociedad Watch Tower.
A partir de la pandemia de COVID-19 y otros acontecimientos como la crisis política de 2019 en Chile, los testigos de Jehová se han centrado en métodos alternativos de evangelización, como aplicaciones web en línea, teléfono, correo electrónico, mensajes de texto SMS y correo postal.

### Literatura de la Sociedad Watch Tower
Los testigos de Jehová hacen un amplio uso de la literatura de la Sociedad Watch Tower, incluidos libros, aplicaciones web, revistas, folletos y volantes, para difundir sus creencias y utilizarlos como libros de texto en sus reuniones religiosas. Las publicaciones se producen en muchos idiomas, con una pequeña selección disponible en 500 idiomas. Sus revistas, La Atalaya, La Atalaya (Edición de Estudio), y ¡Despertad!, se publican en cientos de idiomas y en varios formatos electrónicos. Los números de ambas revistas se compilan anualmente en volúmenes encuadernados.
Se lanzan nuevos libros, folletos y otros artículos en sus convenciones anuales. Se han producido varios casetes de audio, videocasetes y DVD que explican las creencias, prácticas, organización e historia del grupo. Desde 1942, toda la literatura de la Watch Tower se ha publicado de forma anónima. Muchas publicaciones de la Sociedad Watch Tower desde 1950 en adelante están disponibles en el DVD de la Biblioteca Watchtower y en línea.
Las publicaciones se vendieron al público hasta principios de la década de 1990, momento en el que se ofrecieron de forma gratuita, con solicitud de donaciones. El cambio de política se anunció por primera vez en los Estados Unidos en febrero de 1990, luego de la pérdida de un caso ante la Corte Suprema de los Estados Unidos por parte de los Ministerios Jimmy Swaggart sobre el tema de la exención del impuesto sobre las ventas para grupos religiosos. La Sociedad Watch Tower se había unido al caso como Amicus curiae, o "amigo de la corte". El fallo de la corte habría resultado en que la Sociedad Watch Tower tuviera que pagar millones de dólares en impuestos sobre las ventas si las ventas de su literatura hubieran continuado.
Se insta a los testigos a prepararse para las reuniones de congregación estudiando la literatura asignada de la Watch Tower, y se espera que lean todas las revistas y libros publicados por la Sociedad. Un análisis señaló que cada año se espera que los Testigos lean más de 3.000 páginas de las publicaciones de la Sociedad, de acuerdo con su programa sugerido para el estudio personal. Gran parte de la literatura está ilustrada extensamente, como advierte el sociólogo Andrew Holden,  a través de imágenes utópicas posteriores al Armagedón de Testigos felices bajo un sol brillante y entornos prístinos, a menudo jugando con animales salvajes como leones y tigres, en contraste con imágenes de colores oscuros de desfavorables. actividades como asesinatos, robos y promiscuidad que resaltan los peligros morales fuera de la organización. 

## Conversión y bautismo
Las personas que buscan bautizarse como testigos de Jehová deben seguir un curso de estudio bíblico catequístico sistemático, generalmente en su hogar, o de forma telemática, durante varios meses. Se espera que asistan a las reuniones en el Salón del Reino y deben demostrar que están dispuestos a llevar a cabo el ministerio del umbral. Antes del bautismo tendrán conversaciones con los ancianos sobre la base de las preguntas proporcionadas por la Sociedad Watch Tower para determinar que entienden y aceptan las creencias de los Testigos, y que aceptan el sacrificio de rescate de Jesús y se arrepienten de los pecados y han hecho una entrega personal a Dios.
Los bautismos normalmente se realizan en piscinas en asambleas y convenciones. En estos bautismos, los candidatos hacen una "declaración pública" de su anterior dedicación a Dios. El orador hace a los candidatos las siguientes dos preguntas.
1. “¿Se ha arrepentido de sus pecados, se ha dedicado a Jehová y ha aceptado su camino de salvación por medio de Jesucristo?”
2. “¿Entiende que su bautismo lo identifica como testigo de Jehová en asociación con la organización de Jehová (el esclavo fiel y verdadero)?” [86]

Una vez que los candidatos aceptan ambas preguntas, hacen fila para someterse a la inmersión en agua, generalmente en rápida sucesión, a menudo con cientos de bautizados en grandes convenciones.
El sociólogo James A. Beckford informó dos características distintivas significativas del proceso de conversión cuando lo relatan los testigos de Jehová. Dijo que normalmente hablaban de su experiencia de conversión como una progresión constante de estados mentales en los que los Testigos "'trabajan por' su conversión mediante una confrontación metódica con obstáculos intelectuales y mediante un programa deliberado de reforma personal. La conversión no se representa como algo que les sucedió a ellos; se enmarca como algo que lograron ". Beckford señaló que aquellos a los que entrevistó consideraban sospechosos los trastornos emocionales repentinos en la conciencia religiosa: "Las experiencias que huelen a iluminación/revelación repentina o idiosincrásica no pueden reconciliarse ni con el tenor de la práctica histórica de Dios ni con la naturaleza de su pacto especial con la Sociedad Watchtower. ." 
También encontró un marcado contraste con otras iglesias en la atribución común de la responsabilidad de la conversión a "un guía espiritual... la persona que actuó como intermediario con el movimiento Watchtower y que supervisó el proceso inicial de aprendizaje y reforma". Beckford citó una entrevista "representativa de muchos" en la que un converso recordó que inicialmente se resistió a las enseñanzas de la Sociedad Watch Tower hasta que "lo convencieron de hacer un estudio serio de las Escrituras... Tenía muchas objeciones y estaba seguro de que los Testigos estaban equivocados, pero ( el Testigo que dirigía las sesiones personales de estudio de la Biblia) me mostró cómo los hechos de la Biblia no pueden ser criticados".

## Ministerio y ordenación
Los Testigos de Jehová consideran como " ministros " a todos los adherentes que han sido aprobados para participar en la evangelización formal. Los testigos consideran que sus bautismos son ordenaciones ; los publicadores no bautizados se consideran " ministros regulares ", mientras que los publicadores bautizados se consideran "ministros ordenados". Los testigos reconocen que muchos precedentes gubernamentales y administrativos de ministros no pretenden incluir a todos los adherentes activos. Por ejemplo, solo los ancianos afirman el privilegio eclesiástico y el privilegio confesional .
Solo los varones pueden ser nombrados ancianos y siervos ministeriales (su término para los diáconos ). Sólo los varones bautizados pueden oficiar bodas, funerales y bautizos. Una ministra Testigo solo puede dirigir la oración y la enseñanza en congregación en circunstancias inusuales, y debe cubrirse la cabeza mientras lo hace. Fuera de la congregación, una ministra se cubre la cabeza cuando dirige la enseñanza espiritual en presencia de su esposo, según la visión complementaria cristiana . No se requiere que las mujeres se cubran la cabeza para otras formas de enseñanza, o cuando participan en reuniones de congregación dirigidas por otra persona. Según la Sociedad Watch Tower, algunos tribunales de los Estados Unidos han reconocido que los testigos de Jehová designados a tiempo completo, como los " pioneros " y los miembros de la orden religiosa de la fe, califican para exenciones ministeriales independientemente del género.

## Disciplina interna
La disciplina formal es administrada por los ancianos de la congregación. En caso de que se haga una acusación de pecado grave contra un miembro bautizado, los ancianos hablarán con la persona acusada. Si se determina que se ha cometido un pecado grave, se forma un tribunal o "comité judicial", generalmente compuesto por tres ancianos, para determinar la culpabilidad, administrar ayuda y posiblemente aplicar sanciones.
La expulsión es la forma más severa de disciplina administrada. Antes de dar este paso, el comité judicial debe determinar que el individuo ha cometido un "pecado grave" y que no hay evidencia de un verdadero arrepentimiento. Para juzgar que el arrepentimiento es genuino, los miembros del comité judicial hacen preguntas y revisan las acciones del miembro acusado. Estas prácticas han sido cuestionadas por organizaciones de derechos humanos, activistas feministas, y por diversos litigios legales sobre abuso eclesiástico entre exasociados y la organización en Noruega, España, Japón, Australia y otros países, por constituir una forma de tortura y revictimización a víctimas de abuso sexual y por vulnerar los derechos a la autonomía y la identidad consagrados en la jurisprudencia, en la CEDAW y en la Convención Internacional de los Derechos de la infancia. Los miembros bautizados que difundan enseñanzas contrarias a las doctrinas de los testigos de Jehová pueden ser expulsados por apostasía . Una carta de 1981 a los supervisores, reproducida en un libro por el exmiembro del Cuerpo Gobernante Raymond Franz, indicó que un miembro que "persiste en creer en otra doctrina", incluso sin promover tales creencias, puede estar sujeto a expulsión.
Una vez que se ha tomado la decisión de expulsión, la persona tiene siete días para apelar, después de los cuales, si la persona no ha apelado, la expulsión se anunciará a la congregación. La expulsión no entra en vigor hasta que se hace el anuncio a la congregación. Después de que una persona es expulsada, todos los miembros bautizados la evitan . Las excepciones incluyen casos en los que un miembro se ve obligado a tener tratos comerciales con un miembro expulsado, o si el miembro expulsado vive con familiares que están bautizados. En estos casos, al Testigo no se le permite hablar sobre asuntos religiosos, excepto en el caso de los padres que realizan un estudio bíblico con un menor expulsado. La medida en que los parientes expulsados o desasociados que viven en el mismo hogar se incluyen en la vida familiar se deja a discreción de la familia. Los miembros de la familia que viven fuera del hogar que son expulsados tienen un contacto mínimo.
La reprensión involucra pecados que podrían conducir a la expulsión. Los considerados "verdaderamente arrepentidos" son reprobados en lugar de expulsados. La reprensión se da "delante de todos los espectadores", según su interpretación de 1 Timoteo 5:20. Si el pecado es de naturaleza privada, la reprensión involucraría solo a la(s) persona(s) involucrada(s). Si el pecado es generalmente conocido por toda la congregación o la comunidad, se hace un anuncio informando a la congregación que la persona ha sido reprendida. Más tarde, sin revelar nombres ni detalles privados, uno de los ancianos da una charla por separado asegurando que la congregación entienda el pecado, sus peligros y cómo evitarlo.
Las personas reprobadas tienen algunos privilegios de congregación restringidos, hasta que los ancianos decidan que el miembro ha recuperado "fuerza espiritual". Las restricciones pueden incluir no compartir en las partes de la reunión, no comentar en las partes de la reunión y no orar por un grupo. La duración de las restricciones depende de los ancianos. Uno no puede ser "pionero" o "pionero auxiliar" por lo menos durante un año después de haber recibido la reprimenda.
El marcado se practica si el curso de acción de una persona se considera una violación de los principios bíblicos, lo que se refleja negativamente en la congregación, pero no es una ofensa de expulsión. Se recomienda encarecidamente a la persona. Si, después de repetidas sesiones de asesoramiento, la persona aún sigue el curso perturbador, podría ser 'marcada', lo que implica un anuncio que indica que las acciones en cuestión son incorrectas, sin nombrar a la persona involucrada. Los miembros de la congregación limitan el contacto social con esa persona. El propósito de esto es avergonzar a la persona para que corrija sus acciones. Los individuos "marcados" no se evitan por completo, pero se minimiza el contacto social.
En marzo de 2024, y debido a las repercusiones públicas de casos de abuso eclesiástico en diversos países, el miembro del cuerpo gobernante Mark Sanderson señaló mediante un comunicado difundido a través de la publicación JW Broadcasting que algunas normativas habituales de disciplina congregacional y protocolo referidas al trato de publicadores y asociados a exasociados y personas amonestadas por el comité judicial que asisten a las reuniones y actividades de la organización religiosa estarían sujetas a revisión en un futuro próximo, sin señalar explícitamente la forma o los mecanismos en que se implementarán estas modificaciones, a pesar de sugerir a los publicadores en ejercicio reinterpretar la doctrina en base a lo señalado en 2 Timoteo 2: 25.Del mismo modo, se anunciaron actualizaciones con relación al funcionamiento de los mecanismos de disciplina congregacional a través del comité judicial.

## Vida familiar
La estructura familiar es patriarcal. El esposo es considerado la autoridad final de las decisiones familiares, como cabeza de familia. Los matrimonios deben ser monógamos y de carácter heterosexual. Las esposas deben ser sumisas a sus esposos y los esposos deben tener profundo respeto y amor por sus esposas, y deben escucharlas en todos los asuntos.
Se instruye a los esposos a tratar a sus esposas como Jesús trató a sus seguidores. No debe lastimar o maltratar a su familia de ninguna manera. El padre debe ser muy trabajador para proveer las necesidades de su familia. Él debe proveer para ellos en una capacidad espiritual. Esto incluye la instrucción religiosa para la familia y tomar la iniciativa en las actividades de predicación. La disciplina de los padres para los niños no debe ser dura y cruel. Los niños son instruidos para obedecer a sus padres.
Se alienta a las parejas casadas a hablar con los ancianos locales si tienen problemas. Las parejas casadas pueden separarse en caso de abuso físico y negligencia, o si uno de los cónyuges intenta impedir que el otro sea testigo de Jehová. Se permite volver a casarse después del divorcio solo por motivos de adulterio, según su comprensión de las palabras de Jesús en Mateo 5:32 y Mateo 19:9.

## Moralidad
Los testigos de Jehová exigen altos estándares de moralidad dentro de sus filas. Su visión de la sexualidad y otras materias refleja puntos de vista conservadores y culto a las teorías de la conspiración como evidencia en la forma en cómo sus publicaciones describen a entidades como Naciones Unidas. Los derechos reproductivos  son habitualmente restringidos ya que según su interpretación de la biblia y sus textos, el aborto es considerado "asesinato". La homosexualidad, la bisexualidad, la disforia de género, las relaciones sexuales prematrimoniales y las relaciones sexuales extramatrimoniales se consideran " pecados graves ". La transición de género se considera "contraria a la naturaleza" y la cirugía de reasignación de sexo se considera una forma de "mutilación". Si una persona transgénero "que ya se ha sometido a una operación de mutilación de este tipo" desea convertirse en miembro de la denominación, se espera que la persona viva de acuerdo con su sexo biológico y que deje a su cónyuge si es biológicamente del mismo sexo.
Está prohibido fumar, incluidos los cigarrillos electrónicos, el abuso de drogas y la embriaguez. El alcohol está permitido con moderación. Con frecuencia se enfatiza la modestia en el vestir y el arreglo personal. El entretenimiento que promueve temas inmorales, "demoníacos" o violentos se considera inapropiado. Se advierte a los miembros que el arreglo personal, como barbas, cabello largo o aretes para hombres, u otros estilos de vestimenta o arreglo personal, pueden "hacer tropezar" la conciencia de los demás.
Los juegos de azar  se consideran una "forma de codicia" y están prohibidos. La negociación de acciones, participaciones y bonos se considera aceptable.

## Sangre

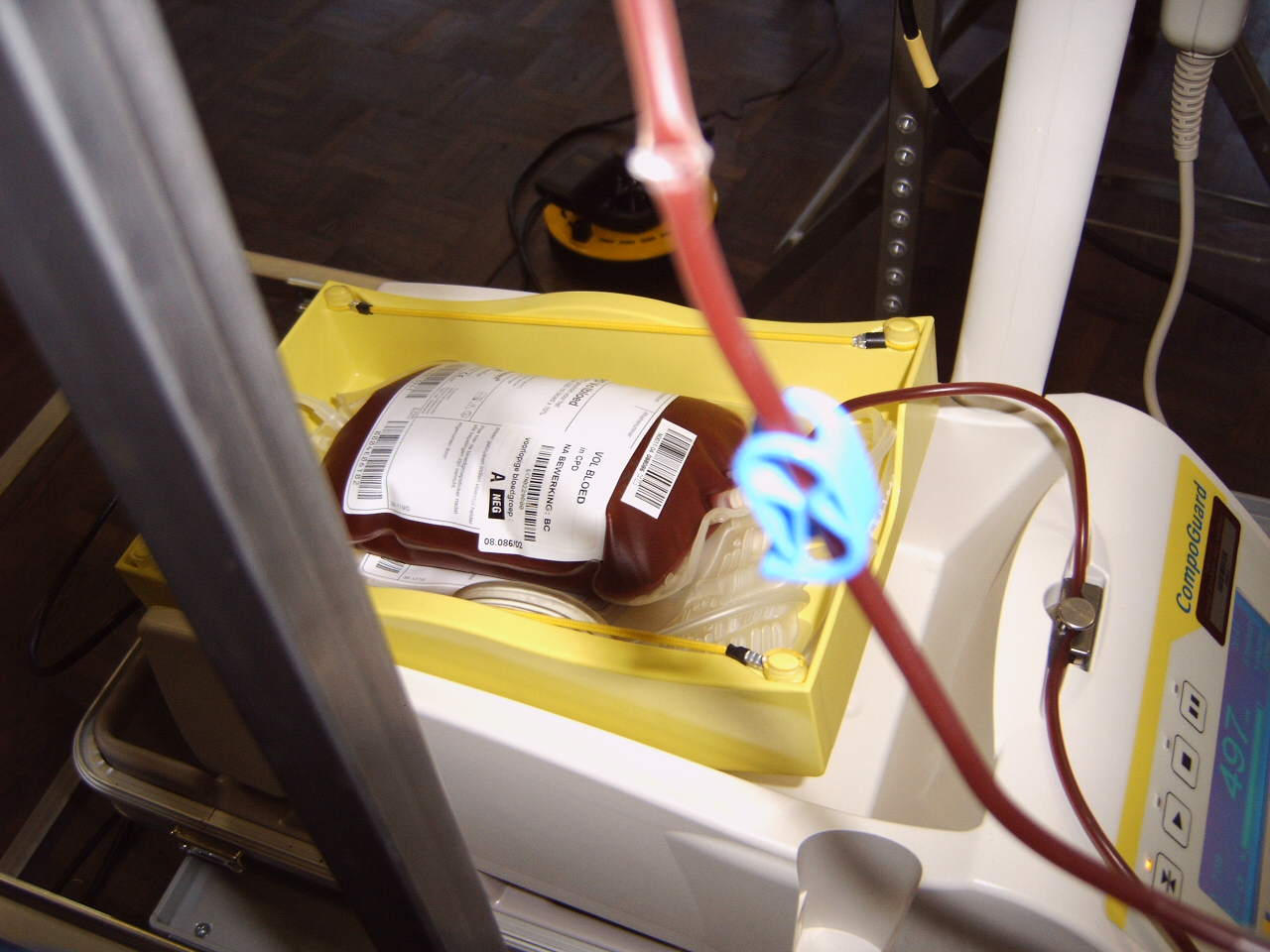
Los Testigos de Jehová rechazan habitualmente las transfusiones de sangre alogénica entera y algunos de sus componentes fraccionados a partir de su interpretación de algunos fragmentos de la biblia.

A los testigos de Jehová se les enseña que la Biblia prohíbe el consumo, almacenamiento y transfusión de sangre, con base en su comprensión de escrituras como Levítico 17:10, 11: "Ciertamente pondré mi rostro contra el que está comiendo la sangre" y Hechos 15:29: "abstenerse de … sangre." Este punto de vista se aplica incluso en situaciones de emergencia. La Watchtower introdujo este punto de vista en 1945 y se ha desarrollado desde entonces. En consecuencia, la organización ha establecido los Servicios de información hospitalaria (SIH), que brindan educación y facilitan la cirugía sin sangre . Este servicio también mantiene Comités de Enlace Hospitalario, que apoyan a los adherentes que se enfrentan a la cirugía y brindan información a la comunidad médica sobre técnicas de cirugía sin sangre y alternativas a la sangre.
Aunque aceptado por la mayoría de los miembros, algunos dentro de la comunidad de los Testigos de Jehová no respaldan la doctrina, sea por razones clínicas o por las limitaciones tecnológicas y logísticas de muchos hospitales en cuanto a la disponibilidad de procedimientos sin sangre.
El antropólogo holandés Richard Singelenberg ha sugerido que la prohibición de transfusiones de sangre de la Sociedad Watch Tower, así como su edicto contra el compañerismo con extraños, tienen sus raíces en el deseo religioso de mantener un estado comunal de pureza digno del favor divino. Señaló: "Las reglas de contaminación y pureza son fundamentales para crear límites estructurales alrededor de los miembros del grupo. Y cuanto más distintivos cuando se formulan en preceptos divinos, más claras son las líneas divisorias entre los fieles y los excluidos.” 

## Separación y autarquía
A los testigos de Jehová se les dice que deben permanecer "separados del mundo" en armonía con la descripción de Jesús de sus seguidores en Juan 17:14-16. Las publicaciones de la Watch Tower definen el "mundo" como "la masa de la humanidad aparte de los siervos aprobados de Jehová" y enseñan que está gobernado por Satanás y es un lugar de peligro y contaminación moral. Los testigos manifiestan sus creencias de renuncia al mundo de muchas maneras. Evitan involucrarse en controversias sociales, se mantienen políticamente neutrales y no buscan cargos públicos. La Sociedad Watch Tower ha declarado que votar en elecciones políticas es una decisión de conciencia personal, aunque un Testigo que tome cualquier acción considerada como una "violación de la neutralidad cristiana" puede enfrentar sanciones religiosas.
Se niegan a participar en actividades ecuménicas e interreligiosas. Se abstienen de celebrar fiestas religiosas y rechazan muchas costumbres que afirman tener orígenes paganos. No trabajan en industrias asociadas con el ejército, ni sirven en las fuerzas armadas. Rechazan el servicio militar nacional, lo que en algunos países puede resultar en su arresto y encarcelamiento como ocurrió en Sudamérica durante el Plan Cóndor y las dictaduras cívico-militares de Argentina, Paraguay, Uruguay y Chile y como ocurre actualmente en Rusia y Ucrania en el contexto del conflicto armado entre ambos países. No saludan ni juran lealtad a las banderas nacionales ni cantan himnos nacionales u otras canciones patrióticas.
Se insta a los testigos a minimizar su contacto social con los no miembros, incluso si poseen "cualidades decentes", debido a los peligros percibidos de la asociación mundana. El sociólogo Andrew Holden indicó que son muy selectivos a la hora de elegir con quién pasan el tiempo libre y, por lo general, eligen la compañía de otros Testigos. Muchos Testigos entrevistados por Holden informaron de tensiones y ostracismo en el trabajo debido a sus creencias religiosas. Informó que muchos testigos de Jehová conversos requerían cierto ajuste social a medida que reducían gradualmente el contacto con amigos que no eran testigos.
La asociación con los que están fuera de la organización, comúnmente denominados por los Testigos como "mundanos" y "no en la Verdad", es aceptable solo cuando se ve como una oportunidad para predicar. Los testigos están bajo una presión considerable de parte de la Sociedad para que demuestren a los extraños que son personas de gran fibra moral. Holden afirma que, como resultado, los Testigos que trabajan con colegas "mundanos" tienden a adherirse estrechamente a las enseñanzas de la Watch Tower.
El sociólogo Ronald Lawson ha sugerido que es el aislamiento intelectual y organizativo del grupo, junto con el intenso adoctrinamiento de los adherentes, la rígida disciplina interna y la considerable persecución, lo que ha contribuido a la consistencia de su sentido de urgencia en su mensaje apocalíptico.

## Celebraciones
Se observan bodas, aniversarios y funerales, aunque evitan incorporar ciertas tradiciones que consideran de origen pagano. La Watchtower ha declarado que el uso de anillos de boda por parte de los Testigos es aceptable, aunque los anillos de boda pueden haber sido usados por primera vez por los paganos, basándose en su conclusión de que no hay pruebas definitivas de que los anillos de boda se usaran "como parte de prácticas religiosas falsas" ( énfasis del original). Los testigos suelen celebrar aniversarios de bodas, y la Sociedad Watch Tower señala que los aniversarios de bodas aparentemente no tienen orígenes paganos.
Otras celebraciones comunes y festividades religiosas o nacionales como cumpleaños, Halloween, Semana Santa y Navidad no se celebran porque creen que estas siguen involucrando “falsas creencias o actividades religiosas”. Las publicaciones de la Sociedad Watch Tower descartan la celebración del Día de la Madre debido a un supuesto vínculo con dioses paganos y preocupaciones de que dar "honor y adoración especiales" a las madres es una forma de "adoración de criaturas" que podría alejar a las personas de Dios. La Sociedad también ordena a los Testigos que eviten las celebraciones del Primero de Mayo, el Día de Año Nuevo y el Día de San Valentín debido a sus orígenes paganos.
Se dice que su oposición a los cumpleaños se basa en cómo los presenta la Biblia. Las publicaciones de la Sociedad Watch Tower señalan que las únicas celebraciones de cumpleaños mencionadas explícitamente en la Biblia son las de un faraón anónimo y Herodes Antipas, y que ambas estaban asociadas con ejecuciones, y ninguno de los celebrantes era un siervo de Dios. Aunque algunas iglesias interpretan Job 1:4 para indicar las fiestas de cumpleaños de los hijos de Job, los testigos de Jehová las interpretan como un circuito de fiestas de una casa a la siguiente. La Biblia no muestra a Jesús ni a sus apóstoles celebrando cumpleaños y La Atalaya afirma que la ausencia de cualquier registro de la fecha del nacimiento de Jesús o de sus apóstoles indica que "Dios no quiere que celebremos ninguno de estos cumpleaños".

## Construcción
Los equipos de construcción internacionales y regionales con frecuencia realizan construcciones de Salones del Reino en el transcurso de uno o dos fines de semana, denominados "construcciones rápidas". Los proyectos de construcción más grandes, incluida la construcción de Salones de Asambleas regionales y oficinas de Bethel, fábricas, residencias, almacenes e instalaciones agrícolas, también son realizados casi en su totalidad por miembros voluntarios.[cita requerida]

## Obras de acción humanitaria
Los testigos de Jehová brindan asistencia de socorro en áreas afectadas por desastres para sus miembros y otras personas en los alrededores. Durante 1994 se proporcionaron medicamentos y ropa a testigos hutus y tutsis tras el Genocidio de Ruanda. Tras el Huracán Katrina, ayudaron a reconstruir casas de testigos y otros. El Cuerpo Gobernante de los Testigos de Jehová utiliza "Comités Regionales de Construcción" para supervisar los esfuerzos de socorro en todo el mundo.

## Financiación de actividades
Los testigos de Jehová financian sus actividades, como la publicación, la construcción y el funcionamiento de instalaciones, la evangelización y el socorro en casos de desastre a través de donaciones y otros mecanismos de financiamiento como la venta de activos inmobiliarios. Hasta 1990, la organización recibía financiamiento directo a través de la venta o subscripción de sus publicaciones impresas.    En Estados Unidos, y tras las repercusiones públicas de la sentencia de la Corte Suprema de los Estados Unidos sobre el caso Jimmy Swaggart Ministries v. Board of Equalization of California, la organización religiosa opera desde 1990 como una entidad regulada como una organización 501(c)(3). Debido a este estatus legal, la organización religiosa no puede por ejemplo apoyar u financiar directamente a candidatos a cargos públicos y partidos políticos en Estados Unidos y en el exterior y están sujetas a restricciones muy estrictas en el ejercicio del lobby ante organismos públicos y autoridades en ese país, debido a lo establecido por la Enmienda Johnson promulgada en 1954. En contraste, en otros países con una legislación más estricta como Reino Unido, Australia o Francia así como en países con legislaciones más laxas sobre la materia como en el caso de los países latinoamericanos, la organización de las sucursales habitualmente funciona a través de al menos dos personalidades jurídicas diferentes -como el caso de IBSA e IBSA London Properties en Reino Unido- a fin de cumplir con la legislación tributaria de esos países.
Debido a estas razones, no hay diezmos ni colectas, pero en ocasiones excepcionales, se recuerda a los miembros que donen a la organización; Los testigos generalmente brindan una oportunidad para que los miembros del público hagan donaciones cuando los encuentran en su trabajo de predicación. Las cajas de donación etiquetadas para varios propósitos se encuentran en los Salones del Reino y otras instalaciones para reuniones. Por lo general, hay cajas de contribuciones para los gastos de funcionamiento locales, un fondo de Salones del Reino para ayudar a los Testigos de todo el mundo a construir Salones del Reino y un fondo general para la "Obra mundial", que incluye la impresión de publicaciones, la organización de convenciones, el apoyo a misioneros y socorro en casos de desastre y otros gastos operativos de la organización.
Las cuentas (incluidas las donaciones) y el funcionamiento financiero de la congregación local se revisan mensualmente y se publican en un tablón de anuncios de la congregación. Las donaciones también se aceptan por correo, y la sucursal de la congregación puede ser nombrada como beneficiaria de un patrimonio, y también acepta donaciones en forma de pólizas de seguro de vida, planes de pensión, cuentas bancarias, certificados de depósito, cuentas de jubilación, acciones y bonos, bienes raíces, anualidades y fideicomisos.